# Dobra społeczne
Dobra społeczne – dobra, które ze względów fizycznych mogłyby być dobrami prywatnymi, ale z różnych powodów (zwykle na skutek prowadzonej przez władze publiczne polityki społecznej) są dostępne dla każdego obywatela i finansowane z funduszy publicznych (np. w Polsce: oświata, opieka zdrowotna).
Mimo że dobra społeczne oferowane są na bazie majątku publicznego i finansowane ze środków budżetowych, nie wyklucza to możliwości finansowania ich z innych źródeł.
Dobra społeczne wytwarzane są dzięki istnieniu urządzeń, które są własnością publiczną i zostały sfinansowane z funduszy publicznych, np. budynki i urządzenia szkół publicznych.
Głównym powodem tworzenia dóbr społecznych jest umożliwienie ich konsumpcji osobom, których dochody indywidualne mogłyby uniemożliwiać lub ograniczać ich nabycie w przypadku, gdyby były one udostępniane na zasadach rynkowych. Ich istnienie nie wyklucza jednak funkcjonowania alternatywnego, konkurencyjnego sektora prywatnego (np. ochrony zdrowia), który może świadczyć usługi na zasadach komercyjnych.

## Dochody indywidualne a użyteczność dobra społecznego
W przypadku osób o niskich dochodach indywidualnych, użyteczność dobra społecznego jest wysoka. Wynika to z faktu, że dla obywatela o niskich dochodach często jedyną szansą korzystania z pewnych usług jest ich bezpłatność. Jednak wraz ze wzrostem dochodów jednostki, użyteczność ta spada, gdyż w takim przypadku możliwa jest zamiana dóbr społecznych na dobra prywatne, które zazwyczaj charakteryzują się wyższym standardem.